# 張耀升 (小說家)
張耀升，台灣編劇、導演、製作人。曾就讀中興大學外文系、台北藝術大學電影創作研究所，曾獲得時報文學獎小說首獎，就學期間以短片《鮮肉餅》、動畫短片《縫》入圍金穗獎、金鐘獎、台北電影節等獎項，2020年執導第一部電影長片《腿》，2021年以《瀑布》獲得金馬獎最佳原著劇本獎。

## 生平簡介
短篇小說〈縫〉、〈藍色項圈〉、〈鮮肉餅〉曾改編為動畫短片、公視學生劇展短、電影長片。其碩士論文為《楊德昌風格敘事事件：楊德昌電影研究》。
影像作品包含與黃靖閔共同執導的劇情短片《鮮肉餅》，改編自同名時報文學獎首獎小說的動畫《縫》，公共電視電視電影《托比的最後一個早晨》。同時也開始與台灣電影導演合作，例如在朱延平電影《新烏龍院：笑鬧江湖》、《小子 Kids》擔任編劇，也與陳玉勳導演合寫《健忘村》劇本，並且與鍾孟宏導演展開合作（合寫電影劇本《陽光普照》、《瀑布》），鍾孟宏同時擔任張耀升第一部電影長片《腿》的監製、攝影及共同編劇。
張耀升的小說《缝》曾獲得時報文學獎首獎等台灣文學獎，影像作品曾入圍金鐘獎、金穗獎、台北電影節、金馬獎以及東京影展、多倫多影展、威尼斯影展等各國際影展。曾擔任編劇統籌以及製作人，其所統籌之《驚悚劇場》入圍台北電影節、富川奇幻影展、金鐘獎等獎項，與鐘孟宏共同編劇之電影《陽光普照》、《腿》（同時擔任導演）與《瀑布》連續三年入圍金馬獎最佳原著劇本，並以《瀑布》得獎。

## 編導作品

### 電影長片
| 年份 | 片名                                     | 性質                 | 演員                                           | 備註 |
| 2016 | 《健忘村》 The Village of No Return      | 編劇（與陳玉勳）     | 舒淇 王千源 張孝全 林美秀 許傑輝               | - 第54屆金馬獎 - 入圍最佳女主角（舒淇） - 入圍最佳美術設計（黃美清） - 入圍最佳造型設計（吳里璐） - 第29屆金曲獎 - 最佳演奏錄音專輯獎（王希文） |
| 2018 | 《新烏龍院之笑鬧江湖》 TOolong Courtyard | 編劇                 | 吳孟達 梁超 曾志偉 郝劭文 王智                 | |
| 2019 | 《陽光普照》 A Sun                       | 編劇（與鍾孟宏）     | 陳以文 柯淑勤 巫建和 劉冠廷 許光漢 尹馨 吳岱凌 | - 第56屆金馬獎 - 榮獲最佳劇情片 - 榮獲最佳導演（鍾孟宏） - 榮獲最佳男主角（陳以文） - 榮獲最佳男配角（劉冠廷） - 榮獲最佳剪輯（賴秀雄） - 榮獲觀眾票選最佳影片 - 入圍最佳男主角（巫建和） - 入圍最佳女主角（柯淑勤） - 入圍最佳女配角（） - 入圍最佳原著劇本（鍾孟宏、張耀升） - 入圍最佳攝影（中島長雄） - 台灣影評人協會 - 榮獲最佳影片 - 榮獲最佳男演員（陳以文） - 第14屆亞洲電影大獎 - 榮獲最佳女配角（柯淑勤） - 入圍最佳電影 - 入圍最佳導演（鍾孟宏） - 入圍最佳男主角（陳以文） - 入圍最佳男配角（劉冠廷） - 入圍最佳編劇（鍾孟宏、張耀升） - 入圍最佳剪接（賴秀雄） |
| 2020 | 《腿》 a Leg                             | 導演／編劇(與鍾孟宏) | 桂綸鎂 楊祐寧                                  | - 第57屆金馬獎 - 入圍最佳女主角（桂綸鎂） - 入圍最佳男配角（張少懷） - 入圍最佳原著劇本（鍾孟宏、張耀升） - 入圍最佳造型設計（許力文） |
| 2021 | 《瀑布》                                 | 編劇（與鍾孟宏）     | 賈靜雯 王淨 李李仁 陳以文                      | - 入圍第78屆威尼斯影展地平線單元 - 第58屆金馬獎 - 榮獲最佳劇情片 - 入圍最佳導演（鍾孟宏） - 榮獲最佳女主角（賈靜雯） - 入圍最佳女主角（王淨） - 榮獲最佳原著劇本（鍾孟宏、張耀升） - 入圍最佳美術設計（趙思豪） - 入圍最佳造型設計（許力文） - 入圍最佳視覺效果（李志緯、謝岡達） - 榮獲最佳原創電影音樂（盧律銘 ） - 入圍最佳攝影（鍾孟宏） - 入圍最佳剪輯（賴秀雄） - 新墨西哥影評人協會獎 - 最佳女主角（賈靜雯）亞軍 - 最佳原創劇本（鍾孟宏、張耀升 ）亞軍 - 榮獲最佳外語片                                                                                               |
| 2024 | 《小子 Kids》                            | 編劇（與楊意尋）     | 陳昊森 李霈瑜 林美秀 賈靜雯                    | |
| 2024 | 《妖獸聯盟-虎姑婆崛起》 The Odd Three    | 編劇                 |                                                | |

### 電視電影
| 年份 | 片名                                                                 | 性質                   | 演員                        | 備註 |
| 2013 | 公共電視學生劇展－ 《鮮肉餅》                                        | 導演（與黃靖閔）／編劇 | 畢曉海 潘親御               | - 入圍第36屆金穗獎短片 - ‬獲第36屆金穗獎「學生作品個人單項表現獎」（畢曉海） - 入圍第48屆金鐘獎「迷你劇集／電視電影男主角獎」（畢曉海） |
| 2016 | 公共電視人生劇展－ 《托比的最後一個早晨》 The End of Toby's Mornings | 導演／編劇             | 張詩盈 畢曉海 徐力琦 張元赫 | - 入圍第51屆金鐘獎「迷你劇集／電視電影新進演員獎」（徐力琦、張元赫）                                                                   |
| 2017 | 公共電視新創電影－ 《再看我一眼》 See You after Life                 | 導演／編劇             | 喜翔 白潤音 王自強 許安植   | |

### 短片
| 年份 | 片名                              | 性質       | 演員                        | 備註 |
| 2017 | 《回魂》 in soul                  | 導演／編劇 | 柯奐如 喜翔 白潤音 詹博翔   | - 獲文化部105年短片輔導金 |
| 2019 | 鏡文學驚悚劇場 《隧道》           | 編劇       | 林子熙 夏騰宏 吳昆達        | |
| 2019 | 鏡文學驚悚劇場 《完美Lily》       | 編劇統籌   | 黃河 王渝屏 丁巧唯          | |
| 2019 | 鏡文學驚悚劇場 《住戶公約第一條》 | 編劇統籌   | 白潤音 白小櫻 張詩盈 謝欣穎 | - 第55屆金鐘獎 - 榮獲迷你劇集／電視電影最具潛力新人獎（白小櫻） - 入圍電視電影獎 - 入圍迷你劇集／電視電影女配角獎（謝欣穎） - 入圍戲劇類節目攝影獎 |
| 2019 | 鏡文學驚悚劇場 《肇事者逃逸》     | 編劇統籌   | 林鶴軒 韓笙笙               | - 入圍2019年台北電影節短片 - 入圍第55屆金鐘獎「戲劇節目剪輯獎」                                                                                    |
| 2019 | 鏡文學驚悚劇場 《虎》             | 編劇統籌   | 林意箴 吳昆達               | |
| 2019 | 鏡文學驚悚劇場 《打掃》           | 編劇統籌   | 蔡淑臻                      | - 入圍第23屆韓國富川奇幻影展 |
| 2019 | 鏡文學驚悚劇場 《樂園》           | 編劇統籌   | 許時豪 廖雅珺 班鐵翔 應采靈 | - 入圍第23屆韓國富川奇幻影展 |

### 動畫短片
- 2014‭ ‬ 動畫《縫》‭‬獲文化部101年短片輔導金、入圍台北電影節動畫競賽、台中國際動畫影展、希臘科福影展、香港IndPanda影展、義大利金陽短片影展、洛杉磯DOC影展

## 獎項紀錄

### 電影獎項
| 年份   | 頒獎典禮                  | 獎項         | 影片     | 結果 |
| ------ | ------------------------- | ------------ | -------- | ---- |
| 2015年 | 第17屆台北電影節          | 最佳動畫短片 | 縫       | 提名 |
| 2019年 | 第56屆金馬獎              | 最佳原著劇本 | 陽光普照 | 提名 |
| 2020年 | 第14屆亞洲電影大獎        | 最佳編劇     | 陽光普照 | 提名 |
| 2020年 | 第57屆金馬獎              | 最佳原著劇本 | 腿       | 提名 |
| 2021年 | 第2屆台灣影評人協會獎     | 最佳劇本     | 腿       | 提名 |
| 2021年 | 第58屆金馬獎              | 最佳原著劇本 | 瀑布     | 獲獎 |
| 2021年 | 第6屆新墨西哥影評人協會獎 | 最佳原創劇本 | 瀑布     | 亚军 |
| 2022年 | 第3屆台灣影評人協會獎     | 最佳劇本     | 瀑布     | 提名 |

## 外部連結
- 張耀升在台灣電影網上的資料（繁體中文）